# Cordigliera Occidentale (Ecuador)
La Cordigliera Occidentale (in spagnolo Cordillera Occidental) è la più occidentale delle due coridigliere andine che attraversano la parte centrale dell'Ecuador. Parallela a quella Occidentale si estende la Cordigliera Reale (anche chiamata Cordigliera Centrale). Tra le due catene montuose si trovano dei vasti altopiani.
Nella parte settentrionale del Perù la Cordigliera Occidentale si separa da quella Centrale e le due catene montuose attraversano l'Ecuador in modo parallelo fino a riunirsi nuovamente nella parte settentrionale del paese e meridionale della Colombia, in questo paese, nel cosiddetto nodo di Pasto le cordigliere si separano nuovamente in tre rami.
Da un punto di vista geologico la Cordigliera Occidentale è più recente di quella Reale.
Fanno parte di questa cordigliera il Chimborazo, (6.267 m s.l.m.), il Carihuairazo (5018 m) e gli Illinizas (5248 m e 5126 m).